# Mas que nada
Mas que nada è una canzone brasiliana samba-bossa nova, scritta e cantata originariamente da Jorge Ben Jor, tratta dall'album Samba Esquema Novo,  del 1963. La canzone fu successivamente ripresa e resa celebre da Sérgio Mendes, che ne incise una versione solista nel 1966 ed una insieme ai The Black Eyed Peas nel 2006.
Il titolo è un'espressione del portoghese brasiliano ed assume vari significati a seconda del contesto, fra i quali "ma dai", "ma certo" o "figurati" e non va confuso con l'omografo spagnolo, che invece significa più di niente (in portoghese sarebbe scritto "melhor do que nada").

## Cover

### Versione di Sérgio Mendes e The Black Eyed Peas
La canzone è spesso erroneamente attribuita a Sérgio Mendes, che nel 1966 fu autore di una cover, inclusa nell'album Herb Alpert Presents Sergio Mendes & Brasil '66, poi ripresa più volte durante gli anni. Nel 2006 Mendes ne ha registrato una nuova versione in stile hip hop latino, insieme al gruppo musicale statunitense The Black Eyed Peas, per il suo album Timeless.

#### Descrizione
Nella nuova versione, la canzone utilizza dei sample provenienti da I'll Remember April, brano di Johnny Guitar Watson del 1963, e da Hey Mama, brano dei Black Eyed Peas del 2004.

#### Tracce
CD singolo
1. "Mas que nada" (feat. Black Eyed Peas & andre) 3:32
2. "Mas que nada" 2:41

Download digitale
1. "Mas que nada" [Radio Edit] 3:33
2. "Mas que nada" [Masters at Work Remix] 8:03
3. "Mas que nada" 2:39

#### Classifiche
| Classifica        | Posizione massima |
| ----------------- | ----------------- |
| Austria           | 8                 |
| Belgio (Fiandre)  | 12                |
| Belgio (Vallonia) | 7                 |
| Bielorussia       | 6                 |
| Brasile           | 33                |
| Francia           | 40                |
| Germania          | 9                 |
| Irlanda           | 14                |
| Italia            | 3                 |
| Paesi Bassi       | 1                 |
| Regno Unito       | 6                 |
| Romania           | 20                |
| Russia            | 11                |
| Svizzera          | 4                 |

### Versione di Jazztronik
Il DJ giapponese Jazztronik ne ha fatto una cover e l'ha inserita nell'album "Vamos La Brasil".

### Versione di Kenny Baker
Il trombettista britannico Kenny Baker, con The Roland Shaw Orchestra, nel 1968 ne ha registrato una sua versione, prima traccia dell’album The Spectacular Trumpet of Kenny Baker pubblicato da London Records

### Versione di Al Jarreau
Album: Tenderness
Data di uscita: 1994 
Feat.: Marcus Miller

### Versione delle Nossa
Le Nossa pubblicarono nel 2012 una cover di Mas que nada che entrò nella classifica francese.